# المنشية (يافا)
المنشية كان حي سكني في يافا، فلسطين. بني الحي في آخر سنوات السبعينات من القرن التاسع عشر، على شاطيء البحر على يد بعض العائلات العربية التي هاجرت إلى يافا في الثلاثينيات. وأصبح أحد أكبر الأحياء في يافا. عادت املاك الحي في عام 1948 لفلسطينيين، وقد سكنه بعض اليهود بالإيجار. مع مرور الوقت أحيطت المنشية بالأحياء اليهودية مع بداية الهجرة الصهيونية إلى فلسطين. كأحياء أحوزات بايت، نافي شالوم، نفي تسيديك، يافي نوف وغيرها لتمتد شمالاً وتصبح فيما بعد مدينة تل أبيب.
عمل أغلب سكان المنشية في التجارة.، حيث ضم الحي في عام 1944، اثنى عشر مخبزاً، عشرين مقهى، أربعة عشر منجرة، ثلاث محالّ لتصليح الدراجات الهوائية، خمس أطباء، سبعة مصانع، سبعة محال لبيع المجوهرات، ستة فنادق، عشرة مغاسل، ثلاثة صيدليات، ثلاثة دور للطباعة، ستة مطاعم، محطة كهرباء، مشاغل ومحال تجارية. كانت أغلب هذه المحالّ في شارع المحطة، سوق اليهود، شارع العالم وشارع حسن بك. كما وكان في الحي مدرسة (مدرسة الأوقاف) 

## تاريخ

### احتلال الحي
احتل الحي في نيسان وأيار من عام 1948، على يد عصابات الايتسل الصهيونية. وذلك جاء عقبى قيامها بمذبحة دير ياسين واحتلال القرية، كان الهدف من احتلال الحي هو اخماد الثورة وتسهيل الطريق أمام العصابات الصهيونية لتتمكن من احتلال باقي أحياء المدينة. تم تهجير جميع سكان الحي إلى غزة، الأردن، ومصر أو المدن المجاورة. بعد شهور من احتلال الحي وتهجير سكانه استولت عائلات يهودية على الحي وسكنت في البيوت الخالية.

## الحي اليوم
اعتمادا على قانون أملاك الغائبين الإسرائيلي، صودرت جميع بيوت وأراضي الحي التي بلغت حوالي 2,400 دونم، إلى ملكية الدولة بسبب مكان الحي الاستراتيجي الذي يربط تل أبيب بمدينة يافا، قررت الحكومة الإسرائيلية عام 1963، إعادة بناء المنشية وتحويلها إلى مركز تجاري، مقاهي، فنادق، إلى جانب آلاف الوحدات السكنية والحدائق العامة التي تخدم سكان تل أبيب والمناطق المجاورة وتستقطب السائحين اليهاومن هنا تم تشكيل لجنة حكومية خاصة تدعى «احوزات هحوف» والتي أعلنت عن مناقصة دولية لتخطيط وبناء الحي من جديد. يقوم هذا المشروع بمحو التاريخ الفلسطيني للمكان وصبغه بصبغة مشروع تطوير للمكان.